# コリーナ・シューマッハ
コリーナ・シューマッハ（Corinna Schumacher, 1969年3月2日 - ）は、レイニング乗馬選手、実業家。国際的な馬術競技の主催も務める。旧姓名はコリーナ・ベッシュ（Corinna Betsch）。夫は元F1ドライバーのミハエル・シューマッハ。長男はレーシングドライバーのミック・シューマッハ。

## 略歴
事務職の職業訓練学校を卒業後、1987年に当時F3ドライバーであったハインツ＝ハラルド・フレンツェンと出会い交際を続けていたが、1991年頃より、ハインツの友人でもありメルセデス・ベンツの若手育成ドライバーで同期でもあったミハエル・シューマッハとも親しくなり、最終的にコリーナはシューマッハを選ぶ事となった。1995年8月1日、ペーターズベルクにてミハエルとコリーナは4日間に及ぶ結婚式をし、ケルペンにて入籍をした。
以前よりレイニング競技に積極的に参加していた事から転じて、2005年よりスイスのヴォー州に私設の馬牧場「CS RANCH (Corinna & Michael Schumacher Ranch)」を創業。
2010年、NRHA（National Reining Horse Association ナショナルレイニングホース協会）が主催するレイニング乗馬ヨーロッパ大会にて優勝を果たした。

## その他の人物像
動物の倫理的扱いを求める人々の会（PETA）で動物愛護活動を行っている。
夫のシューマッハがジャン・アレジと仲が良いことからアレジの妻である後藤久美子との交友もある。